# Benzocaine
Benzocaine, được bán dưới tên thương hiệu Orajel và các thương hiệu khác, là một thuốc gây tê cục bộ este thường được sử dụng như một thuốc giảm đau tại chỗ hoặc trong thuốc ho. Nó là thành phần hoạt chất trong nhiều loại thuốc mỡ gây tê không kê đơn như các sản phẩm trị loét miệng. Nó cũng được kết hợp với antipyrine để tạo thành thuốc nhỏ A/B để giảm đau tai và loại bỏ ráy tai. Nó không được khuyến cáo cho trẻ em dưới hai tuổi.
Nó được mô tả lần đầu tiên vào năm 1895 và được chấp thuận cho sử dụng y tế vào năm 1902.

## Sử dụng trong y tế
Benzocaine được chỉ định để điều trị một loạt các tình trạng liên quan đến đau. Nó có thể được sử dụng cho:
- Gây tê cục bộ niêm mạc miệng và hầu họng (đau họng, loét lạnh, loét miệng, đau răng, đau nướu, kích thích răng giả) [3]
- Đau tai[3]
- Gây tê tại chỗ phẫu thuật hoặc thủ thuật [4]

### Công dụng khác

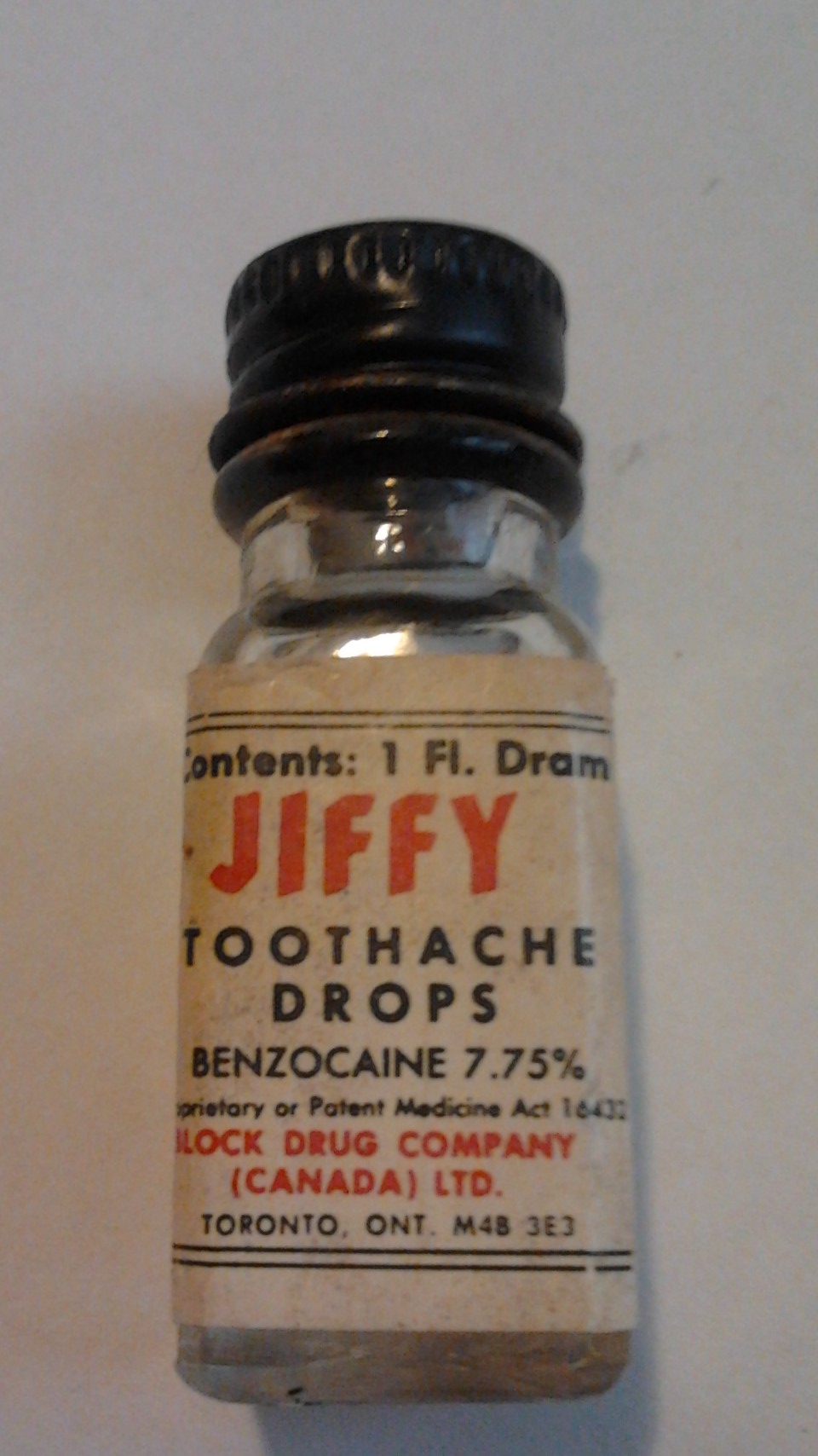
Chai thuốc giảm đau răng Jiffy (7,75% Benzocaine)

Benzocaine được sử dụng như một thành phần chính trong nhiều loại dược phẩm:
- Một số loại thuốc tai dựa trên glycerol để sử dụng trong việc loại bỏ sáp dư thừa cũng như làm giảm các tình trạng tai như viêm tai giữa và tai bơi.
- Một số sản phẩm ăn kiêng trước đây như Ayds.
- Một số bao cao su được thiết kế để ngăn chặn xuất tinh sớm. Benzocaine phần lớn ức chế sự nhạy cảm trên dương vật, và có thể cho phép sự cương cứng được duy trì lâu hơn (trong một hành động liên tục) bằng cách trì hoãn xuất tinh. Ngược lại, sự cương cứng cũng sẽ mờ dần nhanh hơn nếu kích thích bị gián đoạn.[5][6]
- Các miếng dán chất nhầy của Benzocaine đã được sử dụng để giảm đau khi chỉnh nha.[7]
- Ở Ba Lan, nó được bao gồm, cùng với tinh dầu bạc hà và oxit kẽm, trong bột lỏng (không bị nhầm lẫn với phấn mặt lỏng) được sử dụng chủ yếu sau khi bị muỗi đốt. Pudroderm làm sẵn ngày nay [8] đã từng được sử dụng làm hợp chất dược phẩm.

### Các hình thức có bán sẵn
Benzocaine có thể có nhiều chế phẩm bao gồm:
Các chế phẩm uống:
- Viên ngậm (ví dụ Cepacol, Mycinettes) [9]
- Thuốc xịt họng (ví dụ Siêu clo) [10]

Gây tê tại chỗ:
- Bình xịt (ví dụ Topex) [11]
- Gel (ví dụ Orajel) [12]
- Dán (ví dụ Orabase) [13]

Các chế phẩm Otic:
- Dung dịch (ví dụ Allergen)

## Tác dụng phụ
Benzocaine thường dung nạp tốt và không độc hại khi bôi tại chỗ theo khuyến cáo.
Tuy nhiên, đã có báo cáo về các tác dụng phụ nghiêm trọng, đe dọa đến tính mạng (ví dụ như co giật, hôn mê, nhịp tim không đều, ức chế hô hấp) khi sử dụng quá mức các sản phẩm bôi ngoài da hoặc khi bôi các sản phẩm bôi ngoài da có chứa nồng độ cao của thuốc benzocaine lên da.
Sử dụng quá mức thuốc gây tê đường uống như benzocaine có thể làm tăng nguy cơ hít vào phổi bằng cách thư giãn phản xạ bịt miệng và cho phép các nội dung dạ dày bị trào ngược hoặc dịch tiết vào đường thở. Áp dụng thuốc gây tê miệng và tiêu thụ đồ uống trước khi đi ngủ có thể đặc biệt nguy hiểm.
Việc sử dụng tại chỗ các sản phẩm thuốc xịt benzocaine nồng độ cao hơn (14-20%) bôi vào miệng hoặc màng nhầy đã được tìm thấy là một nguyên nhân gây ra methemoglobinemia, một rối loạn trong đó lượng oxy mang trong máu giảm đi rất nhiều. Tác dụng phụ này phổ biến nhất ở trẻ em dưới 2 tuổi. Do đó, FDA đã tuyên bố rằng các sản phẩm benzocaine không nên được sử dụng ở trẻ em dưới 2 tuổi, trừ khi được hướng dẫn và giám sát bởi một chuyên gia chăm sóc sức khỏe. Các triệu chứng của methemoglobinemia thường xảy ra trong vòng vài phút đến vài giờ sau khi sử dụng benzocaine, và có thể xảy ra khi sử dụng lần đầu hoặc sau khi sử dụng bổ sung.
Benzocaine có thể gây ra phản ứng dị ứng. Bao gồm các:
- Viêm da tiếp xúc (đỏ và ngứa) [23]
- Sốc phản vệ (hiếm) [23]